# John Bryant (cestista)
John Bryant (Berkeley, 13 giugno 1987) è un cestista statunitense con cittadinanza tedesca.

## Palmarès

### Squadra
- Campionato tedesco: 1

Bayern Monaco: 2013-2014
- Coppa di Germania: 1

Mitteldeutscher: 2024-2025

### Individuale
- Basketball-Bundesliga MVP: 2

Ratiopharm Ulm: 2011-12, 2012-13
- All-ULEB Eurocup First Team: 1

Ratiopharm Ulm: 2012-13